# Peter Joseph Beck

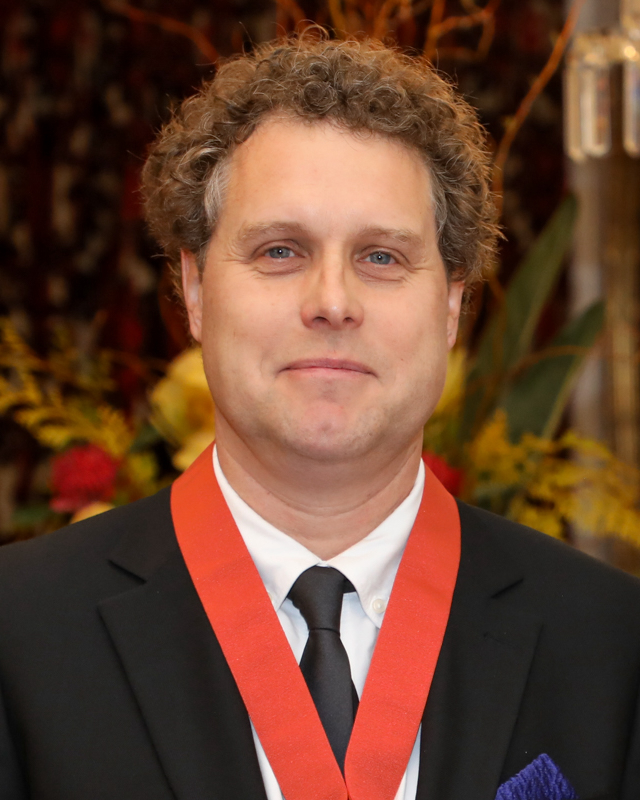
Peter Beck (2024)

Sir Peter Joseph Beck,  KNZM (* 1976 oder 1977 in Invercargill) ist ein neuseeländischer Erfinder, Raketenkonstrukteur und Unternehmer. Er wurde international bekannt als Gründer und technischer Leiter des neuseeländisch-US-amerikanischen Raumfahrtunternehmens Rocket Lab.

## Werdegang

### Jugend, Ausbildung und Forschertätigkeit
Peter Beck wuchs in Invercargill im Süden von Neuseeland auf. Sein Vater  Russell Beck war ein renommierter Edelsteinkundler und Leiter der Southland Museum and Art Gallery, Neuseelands größter Kulturerbe-Organisation. Die Familie Beck verfügt eine lange Tradition aus Ingenieuren und Tüftlern, und Peter Beck folgte diesem Vorbild. So kursieren beispielsweise über seine Schulzeit die Anekdoten, dass er sein erstes Fahrrad selbst aus Aluminiumteilen konstruierte, und dass er seinen Mini mit einem Turbolader versah. Schon in jungen Jahren entstand auch sein Interesse an Astronomie und an der Raketentechnik, in der er sich während seiner gesamten weiteren Laufbahn fortbildete und forschte.
Nach dem Abschluss der James Hargest High School in Invercargill zog er mit 18 Jahren nach Dunedin und begann dort eine Ausbildung zum Werkzeugmacher und Feinwerktechniker bei dem Haushaltsgerätehersteller Fisher & Paykel. 2001 wechselte er zu dem staatlichen Forschungsinstitut Industrial Research Ltd. in Auckland und arbeitete dort unter anderem an Herstellverfahren für Hochtemperatursupraleiter (HTS). Er ist Erfinder eines patentierten Geräts zur Herstellung von HTS-Kabeln. Für die Grundlagenarbeit dazu wurde er 2009 gemeinsam mit seinem Forscherteam mit der Cooper Medal der Royal Society of New Zealand ausgezeichnet.

### Rocket Lab
2006 gründete Beck in Neuseeland das Raumfahrtunternehmen Rocket Lab, dessen Hauptsitz er später nach Los Angeles in den Vereinigten Staaten verlegte. Er konnte namhafte Investoren wie Stephen Tindall, Khosla Ventures, Lockheed Martin und Bessemer Venture Partners als Geldgeber gewinnen und konstruierte mit seinem Team die Ātea-1, die 2009 als erste auf der Südhalbkugel privat gebaute Rakete den Weltraum erreichte. Eine weitere Pionierleistung war die Errichtung des weltweit ersten privat betriebenen Startplatzes für Orbitalraketen, des Rocket Lab Launch Complex 1 im Nordosten von Neuseeland. Mit dessen Fertigstellung im Jahr 2016 kam er dem US-amerikanischen Raumfahrtunternehmer Elon Musk zuvor, dessen Weltraumbahnhof in Texas ebenfalls 2016 eröffnen sollte, sich jedoch um mehrere Jahre verspätete. Anfang 2018 gelang vom Rocket Lab Launch Complex 1 der erste erfolgreiche Start der neuen Electron-Rakete, die unter anderem mit ihrer CFK-Bauweise und elektrisch betriebenen Treibstoffpumpen Neuland beschritt.
Neben seiner Funktion als Entwicklungsleiter ist Beck seit 2015 CEO und seit 2021 auch Chairman of the Board von Rocket Lab.

## Privates
Peter Beck ist verheiratet und hat zwei Kinder.

## Auszeichnungen
- 2009: Cooper Medal 2008 der Royal Society of New Zealand[8]
- 2015: Neuseeländer des Jahres in der Rubrik „Innovator des Jahres“[9]
- 2017: Neuseelands Unternehmer des Jahres 2016 (Ernst & Young)[6]
- 2019: Adjunct professor der University of Auckland im Fach Luftfahrtingenieurwesen[10]
- 2020: Pickering-Medaille der Royal Society of New Zealand für das von Beck geleitete Forschungs- und Entwicklungsteam von Rocket Lab[11]
- 2024: New Zealand Order of Merit für seine Leistungen in den Bereichen Luft- und Raumfahrtindustrie, Unternehmertum und Bildung[12]